# Elaphoglossum macrorhizum
Elaphoglossum macrorhizum är en träjonväxtart som först beskrevs av Bak., och fick sitt nu gällande namn av Carl Frederik Albert Christensen. Elaphoglossum macrorhizum ingår i släktet Elaphoglossum och familjen Dryopteridaceae. Inga underarter finns listade.